# 汪惟效
汪惟效（16世紀—1645年），號澹石，徽州府祁門縣人，明朝、南明政治人物。

## 生平
正德十二年進士汪溱曾孫，萬曆四十六年（1618年）舉人，崇禎四年（1631年）中進士，授山東青州推官，調任督師參贊、遷戶科給事中；上疏請求鳳陽總督入朝防衛、彈劾首輔陳演。之後轉工科都給事中，北京失陷後不受李自成任命，辭官歸鄉。隆武帝繼位時，得召用為太常寺少卿，不久卒。

## 引用
1. ↑  《崇祯四年辛未科三百五十名进士履历》：汪惟效，澹石，書三房，甲午九月十三日生。祁门县人，戊午一百十三，會三百三十三，三甲一百七名。都察院政，授青州府推官，甲戌行取考选，乙亥户科给事中，庚辰补户科右。曾祖溱，进士、江西参政。祖于祚，知事。父必厚。
2. 1 2  錢海岳《南明史·卷四十四·列傳第二十》：汪惟效，字漢石，祁門人。崇禎四年進士。授青州推官，調督師參贊，遷戶科給事中，疏請召鳳督入衛，又劾首輔陳演。
3. ↑  同治《祁門縣志·卷二十二·選舉志》：萬曆四十六年戊午（舉人）……汪惟效……
4. ↑  錢海岳《南明史·卷四十四·列傳第二十》：轉工科都給事中。北京陷，不受李自成命，歸。紹宗召太嘗少卿，卒。